# Johnny Mnemonic (relato corto)
Johnny Mnemónico (título original en inglés: Johnny Mnemonic) es un relato corto de ciencia ficción del escritor estadounidense-canadiense William Gibson, que sirvió de inspiración para la película de 1995 del mismo nombre. El cuento apareció por primera vez en la revista Omni en mayo de 1981, y posteriormente se incluyó en la colección de cuentos Quemando cromo de 1986 de Gibson. Tiene lugar en el mundo de las novelas ciberpunk de Gibson, precediéndolas algunos años y presenta a la personaje Molly Millions, que desempeña un papel destacado en la trilogía Sprawl del propio Gibson.
La trama de la película difiere considerablemente del cuento, y en 1995 se publicó una novelización del guion de Gibson escrito por Terry Bisson bajo el título de Johnny Mnemonic. En 1996 se publicó una edición cinematográfica del cuento original de Gibson como libro independiente.

## Argumento
Johnny Mnemonic es un traficante de datos que se ha sometido a una cirugía cibernética para que le implanten un sistema de almacenamiento de datos en la cabeza. El sistema le permite almacenar datos digitales demasiado sensibles para riesgo de transmisión en redes informáticas. Para mantener la carga segura, los datos están bloqueados por una contraseña que solo conoce el destinatario previsto. Johnny entra en un estado de trance mientras se transfieren los datos o se establece la contraseña, lo que lo hace inconsciente del contenido y no puede recuperarlos. Se gana la vida de manera modesta en el Sprawl transportando físicamente información confidencial para corporaciones, bandas criminales del hampa o individuos adinerados.
Cuando comienza la historia, Johnny ha acordado reunirse con su cliente más reciente, Ralfi Face, en el bar Drome. Ralfi debe recuperar los cientos de megabytes de datos que ha almacenado en la cabeza de Johnny. Para aumentar sus problemas, Johnny se ha enterado de que Ralfi le ha puesto un contrato, aunque las razones no están claras. Johnny encuentra a Ralfi en su mesa habitual, acompañado por su guardaespaldas Lewis. Johnny los amenaza con una escopeta recortada en su bolso, pero Lewis lo incapacita con un dispositivo de alteración neuronal escondido debajo de la mesa. Ralfi revela que los datos fueron, desconocidos para él en ese momento, robados de los yakuza, quienes están muy interesados en asegurarse de que no se revelen.
Johnny es rescatado por Molly, una "Razorgirl" que ha sufrido extensas modificaciones corporales, sobre todo cuchillas afiladas bajo sus dedos. Ella se une a la acción en la mesa, buscando trabajo. Cuando Lewis intenta atacarla, ella le corta los tendones de la muñeca y le quita el dispositivo de control incapacitante. Ralfi se ofrece a pagarle, pero ella apaga el dispositivo y libera a Johnny. Johnny ofrece inmediatamente una oferta más alta para contratarla como guardaespaldas. Johnny y Molly toman a Ralfi cuando salen del bar, pero un asesino yakuza que espera afuera corta a Ralfi en pedazos con un alambre mono molecular escondido en un pulgar protésico. Johnny dispara su escopeta al asesino, pero falla debido a los reflejos mejorados del hombre. Molly está encantada de enfrentarse a otra profesional.
Johnny decide que la única forma de salvarse del mismo destino que Ralfi es sacar los datos de su cabeza, lo que solo se puede hacer usando un SQUID para recuperar la contraseña. Molly lo lleva a un parque de diversiones para conocer a Jones, un delfín mejorado cibernéticamente retirado del servicio de la Marina. La tarea anterior de Jones era localizar y piratear minas enemigas usando el SQUID y otros sensores implantados en su cráneo. Dado que ahora es adicto a la heroína, resultado de los esfuerzos de la Marina para mantener leales a sus delfines, Molly le intercambia un lote a cambio de encontrar la contraseña. Luego, Johnny hace que Molly lo lea en voz alta para que pueda entrar en su trance de recuperación, con grabadoras que capturan todos los datos. Suben un fragmento a un satélite de comunicaciones de yakuza y amenazan con soltar al resto a menos que Johnny se quede solo.
Para lidiar con el asesino yakuza, que todavía los sigue, Molly lleva a Johnny a los Lo Teks, un grupo de parias anti-tecnología que viven en un escondite suspendido cerca de la parte superior de las cúpulas geodésicas que cubren el Sprawl. A petición de Molly, los Lo Teks permiten que el asesino trepe para que pueda enfrentarse a él en el "Killing Floor", una arena de piso suspendido conectada a sintetizadores y amplificadores. Molly baila alrededor del asesino, provocando un ruido discordante en el sistema de sonido. Ella eventualmente lo engaña para que se corte la mano con el alambre del pulgar. Abrumado por el ruido y el extraño ambiente, salta por un agujero en el suelo y cae hacia su muerte.
La historia se cierra casi un año después, con Johnny ahora viviendo entre los Lo Teks. Él y Molly se han lanzado al negocio por su cuenta, utilizando SQUID de Jones para recuperar rastros de todos los datos que ha llevado y chantajeando a antiguos clientes con ellos.

## Desarrollo
En la novela Neuromante de Gibson de 1984, la primera de la trilogía del Sprawl, Molly relata el resto de la historia de Johnny con el protagonista, Case. Molly afirma que después de lograr el éxito, Johnny fue asesinado por un ninja yakuza cultivado en cubas.